# ياكوب سمانسكي
ياكوب سمانسكي مواليد 9 فبراير 1983 في هافروف، التشيك، هو لاعب كرة يد تشيكي يلعب كوسط مدافع. مثل منتخب التشيك لكرة اليد.

## سجل المنافسة
شارك في البطولات التالية:
- بطولة العالم لكرة اليد للرجال 2015